# Coelaenomenodera speciosa
Coelaenomenodera speciosa es un coleóptero de la familia Chrysomelidae.
Fue descrita científicamente en 1905 por Gestro.